# Marcel Wenig
Marcel Wenig (sinh ngày 4 tháng 5 năm 2004) là một cầu thủ bóng đá chuyên nghiệp người Đức thi đấu ở vị trí tiền vệ cho câu lạc bộ Eintracht Frankfurt tại Bundesliga.